# Don Haskins
Donald Lee Haskins pseudonim "The Bear" (ur. 14 marca 1930 zm. 7 października 2008 w El Paso) – amerykański koszykarz i trener.

## Życiorys
Don Haskins był Amerykańskim koszykarzem oraz trenerem na poziomie college'u. Przez trzy lata grał pod okiem słynnego trenera Henry'ego Iba w Oklahoma A&M. Był trenerem Texas Western College w latach 1961-1998. W sezonie 1966 jego zespół wygrał NCAA Tournament w finale mierząc się z University of Kentucky, który prowadzony był przez legendarnego Adolpha Ruppa. Za jego kadencji Texas Western ustanowili rekord 713-359, zaliczając tylko pięć przegranych sezonów. Haskins wygrał z tą drużyną 14 razy Western Athletic Conference championships, cztery turnieje WCA, 14 razy brał udział w Turnieju NCAA i 7 razy w National Invitation Tournament. W 1972 został asystentem trenera kadry USA na Igrzyskach Olimpijskich. W 1997 roku został wprowadzony do Basketball Hall of Fame jako trener. Drużyna, którą prowadził w sezonie 1966 również została nominowana i wprowadzona do Galerii 7 października 2007 roku. Haskins zmarł 7 października 2008 roku w swoim domu w El Paso. Został pożegnany przez swoją żonę, Mary; trzech synów Brenta, Davida i Steve'a oraz troje wnucząt Johna Paula, Cameron, Dominicka (Czwarty syn Dona, Mark, zginął w 1994 roku). Radiostacja El Paso zadedykowała utwór "I Put On (For My City)" nagrany przez Young Jeezy i Kanye West jako hołd od miasta dla trenera.
Część biografii Haskinsa przedstawiona została w filmie Droga sławy (ang. Glory Road) z 2006 w reżyserii Jamesa Gartnera.